# Осада Падуи
Осада Падуи — один из ключевых эпизодов начала войны Камбрейской лиги, состоявшийся 15—30 сентября 1509 года.
В июне 1509 года имперские войска захватили Падую. В начале июля войско венецианцев с наёмным отрядом стратиотов под командованием дожа Андреа Гритти спешно покинуло Тревизо и отправилось освобождать город. 17 июля венецианцы перебили небольшой гарнизон ландскнехтов, защищавших стены Падуи, и город вновь перешёл в руки венецианского военачальника. В ответ император Максимилиан I в короткие сроки собрал армию, большую часть которой составили наёмники, и отправился на захват венецианских территорий в попытке вернуть владычество империи над этими землями.
В начале августа 1509 года Максимилиан с войском в 35 000 человек двинулся из Тренто на юг, вглубь Венецианской республики. По дороге его встретили подкрепления Франции и папы римского. Поход, однако, в спешке был организован плохо, не хватало лошадей. В результате объединнёное войско достигло Падуи лишь в середине сентября, что позволило венецианскому военачальнику Никколо ди Питильяно накопить силы, собрав остатки разбитого войска в сражении при Аньяделло, а также получив незначительные подкрепления с других частей республики.
15 сентября началась осада Падуи. Две недели имперские и французские пушки успешно бомбили стены, создавая бреши и позволяя атакующим ворваться в город. Однако защитники были непреклонны, и раз за разом отбрасывали врагов от стен. Решающий штурм произошёл вскоре в одном из наиболее разрушенных пушками секторов городских стен Кодалунья. 7 500 ландскнехтов пошло на приступ. Защитники прекрасно понимали, что превосходящему по численности вражескому войску ни в коем случае нельзя позволить ворваться внутрь города, поэтому капитан наёмников Цитоло да Перуджа заминировал предполагаемый для штурма район земли близ стен. В результате на минах было убито более 300 человек, ещё 400 ранило. Ландскнехты вновь отступили. К 30 сентября у Максимилиана не осталось средств, чтобы содержать наёмное войско, и ему пришлось снять осаду. Оставив в Италии небольшой отряд под командованием герцога Анхальта, император с остальной частью армии вернулся в Тироль. Максимилиан I после этого поражения отказался от своих захватнических амбиций, и Священная Римская империя до 1516 года не решалась вторгаться в Италию.